# Rick van Breda
Rick van Breda (Den Helder, 16 februari 1990) is een Nederlands wegwielrenner en mountainbiker die anno 2020 rijdt voor de Nederlandse wielerploeg À Bloc CT. In 2016 won Van Breda met de Wielervereniging Noord-Holland het Nederlands clubkampioenschap wielrennen. In 2018 was hij de beste in de Omloop van de Braakman. Van Breda werd in 2019 derde tijdens het Europees kampioenschap strandrace.

## Erelijst

### Wegwielrennen
2016
 Nederlands clubkampioenschap wielrennen, (ploegentijdrit)
2018
 Omloop van de Braakman
2019
 Omloop van de Glazen Stad

### Strandrace
| Seizoen   | EK     | NK     | Overig             |
| --------- | ------ | ------ | ------------------ |
| 2017-2018 | 15e    |        | Egmond-pier-Egmond |
| 2018-2019 | 15e    | n.v.t. |                    |
| 2019-2020 | Brons  | Zilver |                    |
| 2020-2021 | n.v.t. | n.v.t. |                    |
| 2021-2022 | Zilver |        |                    |
| 2022-2023 | 11e    | 4e     |                    |
| 2023-2024 |        | 4e     | Egmond-pier-Egmond |
| 2024-2025 |        |        |                    |

van Breda · Dielissen · Doets · Hooghiemster · Kers · Ottema · Sweering · J.Timmermans · T.Timmermans · van de Vall · Vermeer
Bakker · van Breda · Buskermolen · de Jonge · Kleiman · Looij · van Luijk · Markus · Ockeloen · Pluto · van Rhee · Santoro · Schulting · Slik · van der Veekens · Zanotti